# Age of Empires: The Rise of Rome
Az Age of Empires: The Rise of Rome Expansion („A birodalmak kora: Róma felemelkedése kiegészítés”, röviden „RoR”-ként ismert a rajongók körében) a közismert stratégiai videójáték, az Age of Empires hasonló műfajú önálló kiegészítése. Az Age of Empires-hez képest az újdonságot négy új civilizáció (római, karthágói, palmyrai és makedón) és az ezekhez - elsősorban az pun háborúkhoz és a Római Birodalomhoz - kapcsolódó küldetések teszik ki.

## Újdonságok
Az Age of Empires-höz képest megjelent egy új, egységes grafikai megjelenésű civilizációtípus, a római, ezen belül négy már említett új civilizáció, továbbá négy új technológia, öt új egységtípus (1. páncélozott elefánt, a régi hadielefánt fejlesztése; 2. tevés harcos, a lovassághoz hasonló harci egység; 3. szkíta harci szekér, a régi harci szekér fejlesztése; 4. tűzgálya, hadihajótípus 5. parittyás, az íjásznál kisebb hatótávolságú, de nagyobb támadóerejű pattintott kőkori katona), és természetesen új pályákon új hadjáratokat vezényelhetnek le a játékosok. Fejlődött a játék technikailag is: az azonos típusú egységek sorozatban gyárthatóak (az AoE-ben nem adhattunk parancsot új egység gyártására, amíg az előző kész nem lett, míg a RoR-ban egyszerre 16 egyforma egység gyártására is parancsot lehet adni), ki lehet jelölni egyszerre több egységet, valamint az egységek útkereső képessége is sokkal jobb lett. Megújult továbbá a háttérzene; ezeken kívül még néhány olyan apró változtatás történt, mint pl. a katapultok támadóerejének módosítása a kiegyensúlyozottabb játék kedvéért.
A fájlrendszer is módosításokon ment keresztül. A küldetések kiterjesztése *.scn-ről *.scx-re, a hadjáratoké pedig *.cpn-ről *.cpx-re változott. Ez nem csak egyszerű egybetűs csere, ugyanis a régi AoE a RoR pályaszerkesztőjével készült fájlokat nem ismeri fel (sem lejátszani, sem szerkeszteni nem tudja őket), még akkor sem, ha a kiterjesztést a megfelelő módon átírjuk. Az AoE-vel készült *.scn és *.cpn fájlokat azonban a RoR és a RoR editora képes kezelni. Az egyéb segédfájl-típusokban (*.ai, *.per, *.cty stb.) nem történt észrevehető változás.

### Új civilizációk
A rómaiak főleg a kardvívóik (swordsmen) ill. katapulthajóik támadóerejében tűnnek ki, valamint a faépületek építése negyedannyival olcsóbb, mint a többi civilizációnál, az őrtornyok pedig fele annyi kőbe kerülnek, mint más civilizációknak. A palmyraiak kereskedőnépség, akiknek adózáskor nem kell még a banknak is fizetniük, azonkívül kereskedőhajóik kétszer annyi aranyat tudnak szállítani, mint a játéksztenderd. Erősebbek és gyorsabbak a munkásaik is, ugyanakkor másfélszer drágábbak. A tevés harcosaik továbbá gyorsabbak és erősebbek az átlagnál. A karthágóiak hoplitái és elefántjai negyedével több védelmi pontot kaptak, a tűzgályáik pedig negyedével több támadóerővel rendelkeznek. Ezen kívül csapatszállító hajóik gyorsabbak 30%-kal. Végül a makedón hopliták +2 védőpontot kaptak ostromgépek és parittyások ellen, bizonyos egységeik 2 cellával messzebbre látnak az átlagnál, az ostromgépeik pedig a játékbeli átlag felébe kerülnek; a legszembetűnőbb változás azonban az egységeiknek az ellenséges papokkal szembeni ellenállása (átlagosan 4× annyi időbe telik egy makedónt áttéríteni, mint egy más civilizáció egységét). Történt egy apró változás a régi civilizációkban is: a perzsák számára hátrányosan diszkriminatív negatív bónuszt, a -30%-os farmkapacitást megszüntették.

### Hadjáratok
Új hadjáratok:
- Expansion 1. Rise of Rome / Róma felemelkedése
- Expansion 2. Ave Caesar / Üdvözlégy, Cézár
- Expansion 3. Pax Romana / Róma békéje
- Expansion 4. Enemies of Rome / Róma ellenségei

A játék tartalmazza ezen kívül a régi beépített küldetéseket (Rising Tide, Oasis, stb.) és a régi hadjáratok közül a következőket:
- Ascent of Egypt Learning Campaign (Egyiptom Felemelkedése - Tanító Küldetéssorozat)
- Glory of Greece (Göröghon dicsősége)
- Voices of Babylon (Babilon hangjai)
- Yamato Empire of the Rising Sun (Jamato, a Felkelő Nap Birodalma)

## Fogadtatás
Ez hasonlóképp pozitív volt, mint az AoE esetében. A GameWorldNetwork játékkritikai oldal pl. 93%-ra értékelte (hozzátéve, hogy akár egy teljesen új játéknak is tekinthető - ami azért elég félreérthető, hiszen az előző részhez képest alig történt változás; tény azonban, hogy a RoR önállóan is megállja a helyét).

## Definitive Edition
Az Age of Empires: Definitive Edition az Age of Empires felújított változata, amely a tervek szerint 2017. október 19-én jelenik meg. A kiadó a Microsoft, a fejlesztő az Ensemble Studios. A játék az előzetes tervek szerint 16 civilizációt és 10 hadjáratot tartalmaz majd. A felújítás során a játék grafikai elemeit újradolgozták 4K felbontásra, emellett új narrációt és hangeffekteket is kapott. A hagyományos Age of Empires kedvelői számára lesz külön játékmód a játékban.

## Lásd még
- Valós idejű stratégiai játék
- Ensemble Studios
- Microsoft

## Külső hivatkozások
- A játék hivatalos Microsoft weboldala
- Kritikák gyűjteménye Archiválva 2008. július 25-i dátummal a Wayback Machine-ben
- Kompatibilitás a Windows 7-tel
- Age of Empires Heaven